# 第49回天皇杯全日本サッカー選手権大会
第49回天皇杯全日本サッカー選手権大会（だい49かいてんのうはいぜんにっぽんサッカーせんしゅけんたいかい）は、1969年（昭和44年）12月21日から1970年（昭和45年）1月1日まで開かれた天皇杯全日本サッカー選手権大会である。

## 概要
- 本大会には8チームが参加。

## 出場チーム

### 日本サッカーリーグ
- 三菱重工（JSL優勝、5回目）
- 東洋工業（JSL準優勝、19回目）
- 八幡製鉄（JSL 3位、14回目）
- 古河電工（JSL 4位、8回目）

### 大学
- 慶應義塾大学（全国大学サッカー優勝、5回目）
- 立教大学（全国大学サッカー準優勝、3回目）
- 法政大学（全国大学サッカー3位、3回目）
- 明治大学（全国大学サッカー4位、7回目）

## 試合

### 準々決勝
- 東洋工業 6-1 法政大学
- 古河電工 4-2 慶應義塾大学
- 立教大学 3-3（延長・抽選） 八幡製鉄
- 三菱重工 1-0 明治大学

### 準決勝
- 東洋工業 1-0 古河電工
- 立教大学 2-1 三菱重工

### 決勝戦
- 東洋工業 4-1 立教大学